# Železniční trať Horažďovice předměstí – Domažlice
Železniční trať Horažďovice předměstí – Domažlice (v jízdním řádu pro cestující označená číslem 185) je železniční trať, která vede z Horažďovic přes Sušici, Běšiny, Klatovy, Janovice nad Úhlavou a Kdyni do Domažlic. Je jednokolejnou neelektrizovanou tratí. Provoz na trati byl zahájen 1. října 1888, nejprve zde začala jezdit jen nákladní doprava a 10. října 1888 i osobní doprava.
Úsek Janovice nad Úhlavou – Domažlice o stavební délce 32,312 km je součástí celostátní dráhy. V úseku Klatovy – Janovice nad Úhlavou trať peážuje po úseku celostátní dráhy Plzeň – Železná Ruda-Alžbětín. Úsek Horažďovice předměstí – Klatovy o délce 59,630 km je kategorizován jako regionální dráha, i on však ještě při převzetí funkce provozovatele Správou železniční dopravní cesty v roce 2008 byl úsekem celostátní dráhy.

## Navazující tratě

### Horažďovice předměstí
- Trať 190 České Budějovice – Výhybna Nemanice – Dívčice – Číčenice – Protivín – Ražice – Strakonice – Horažďovice předměstí – Nepomuk – Nezvěstice – Plzeň hl. n.

### Klatovy
- Trať 183 (Bayerisch Eisenstein DB) Železná Ruda st. hr. – Janovice nad Úhlavou – Klatovy – Plzeň hl. n.

### Janovice nad Úhlavou
- Trať 183 (Bayerisch Eisenstein DB) Železná Ruda st. hr. – Janovice nad Úhlavou – Klatovy – Plzeň hl. n.

### Domažlice
- Trať 180 Plzeň hl. n. – Plzeň-Jižní Předměstí – Nýřany – Odbočka Vránov – Domažlice – Odbočka Pasečnice – Česká Kubice st. hr. (Furth i Wald DB)

## Stanice a zastávky

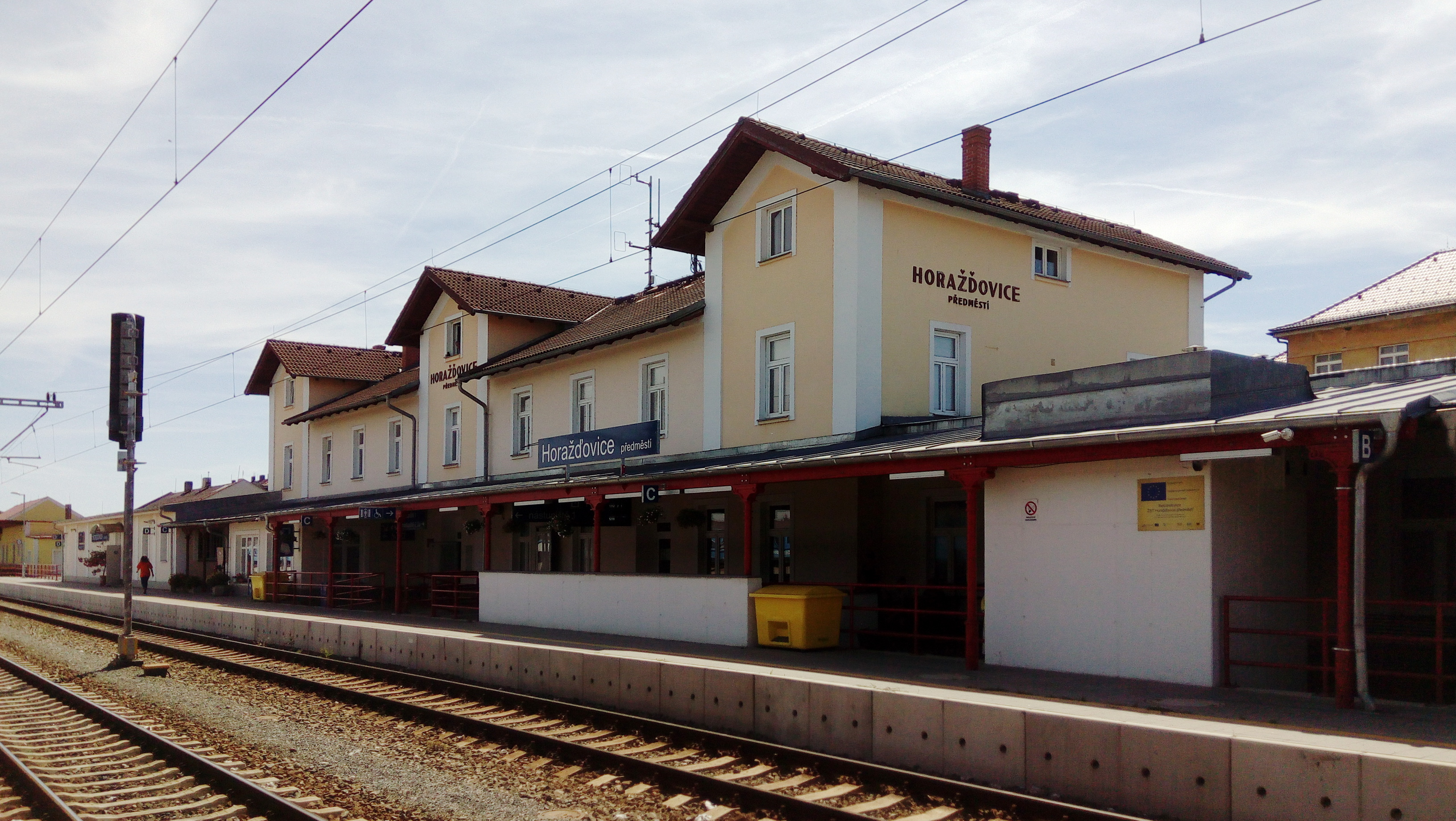
Horažďovice předměstí
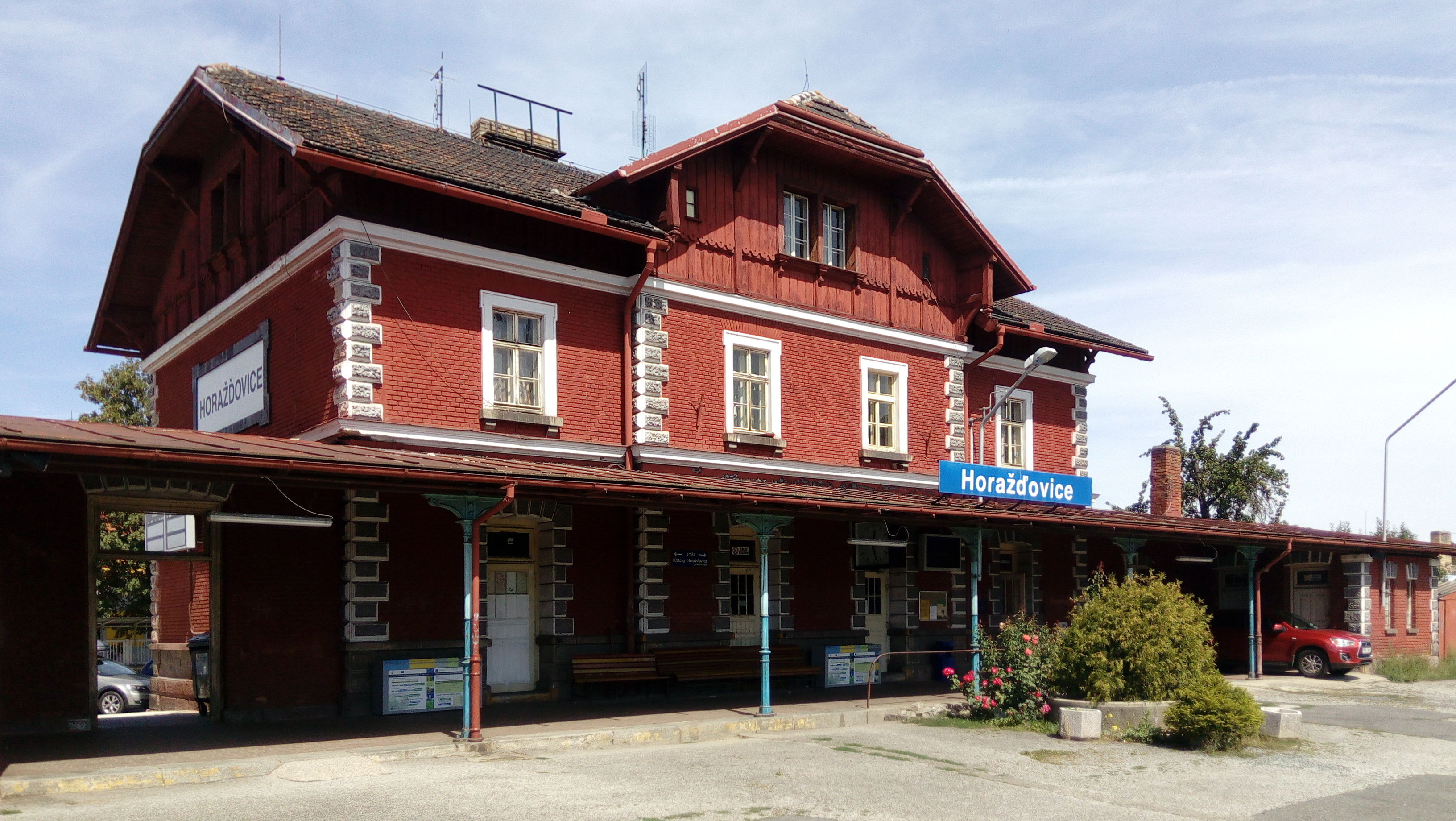
Horažďovice
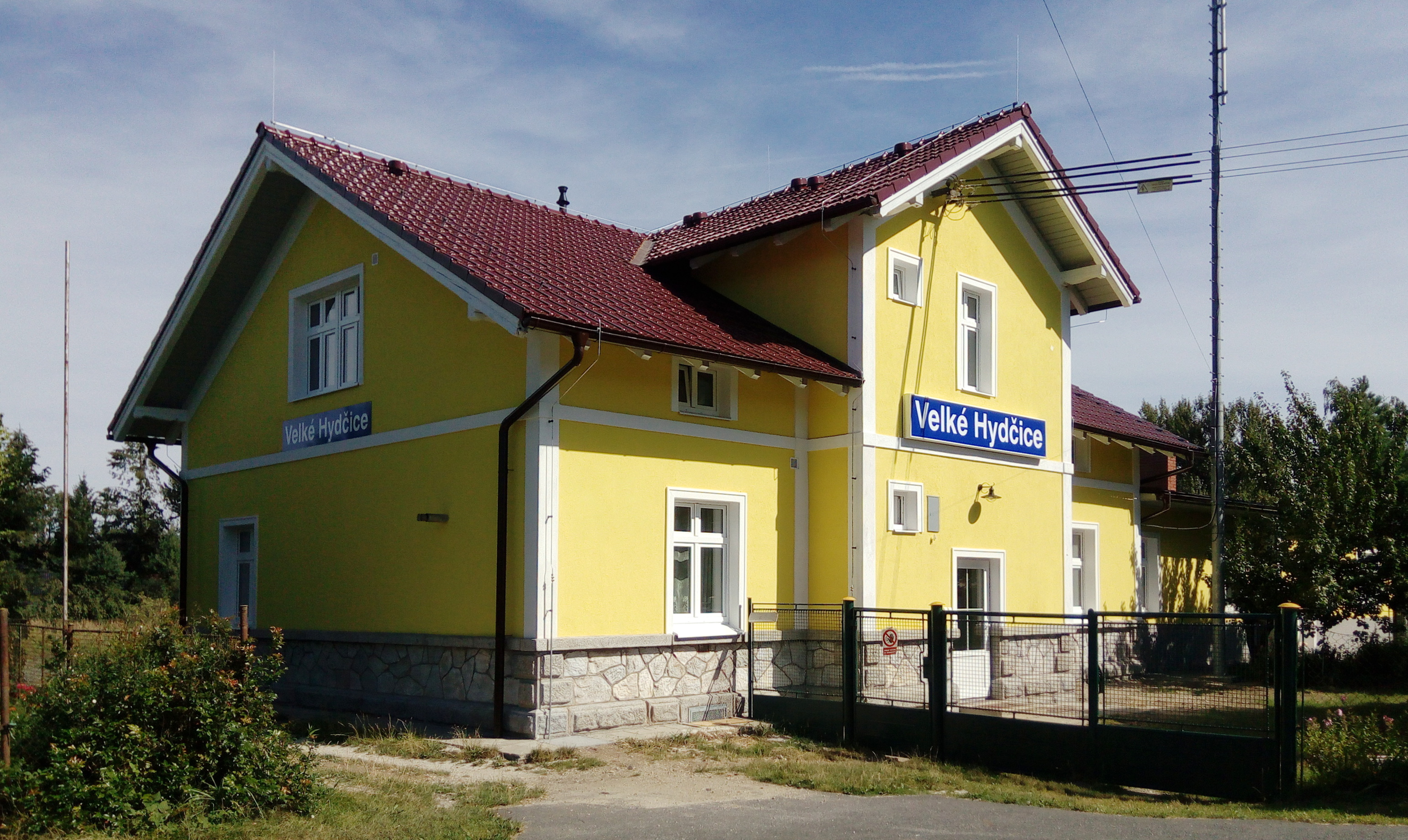
Velké Hydčice
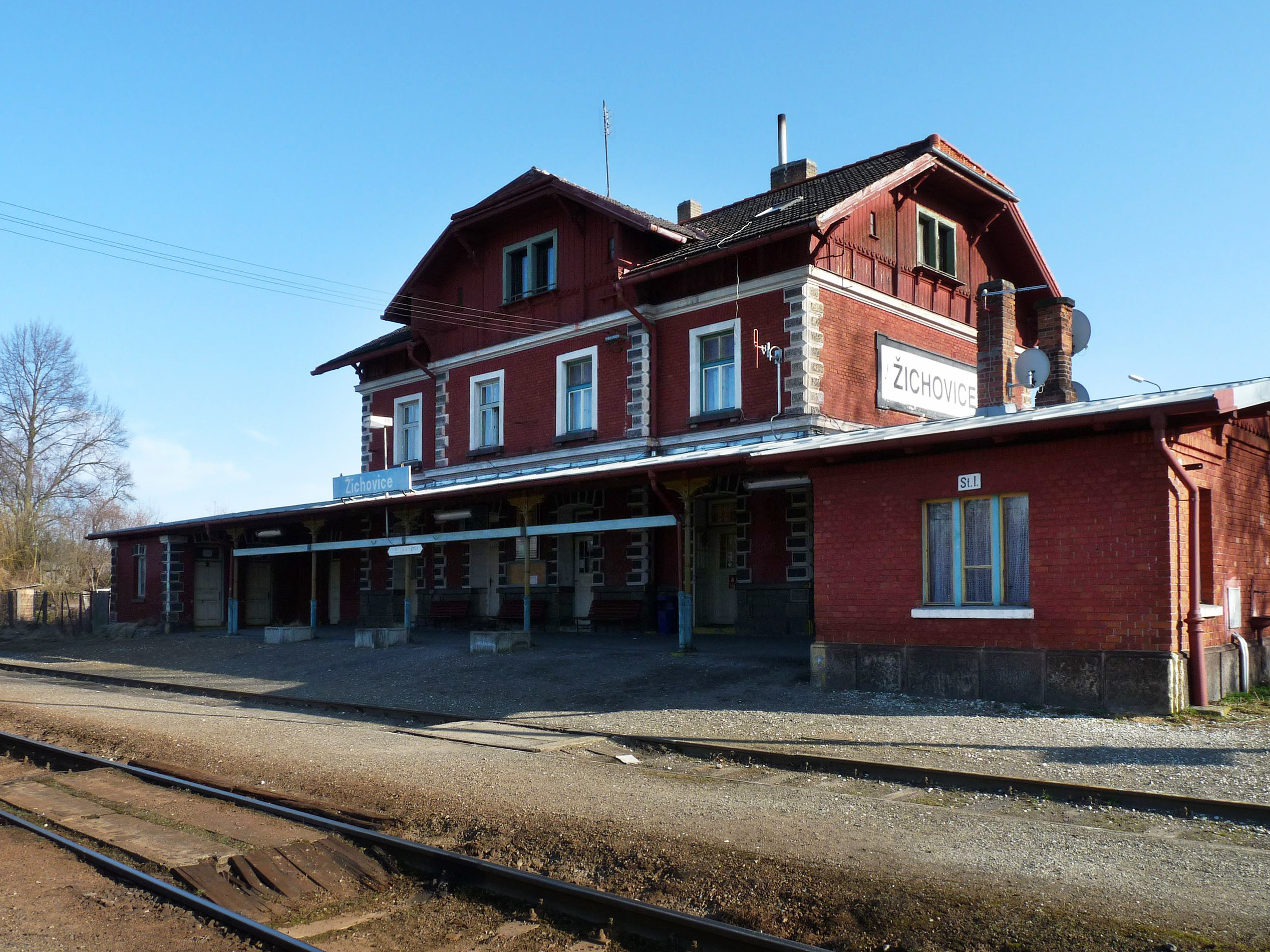
Žichovice
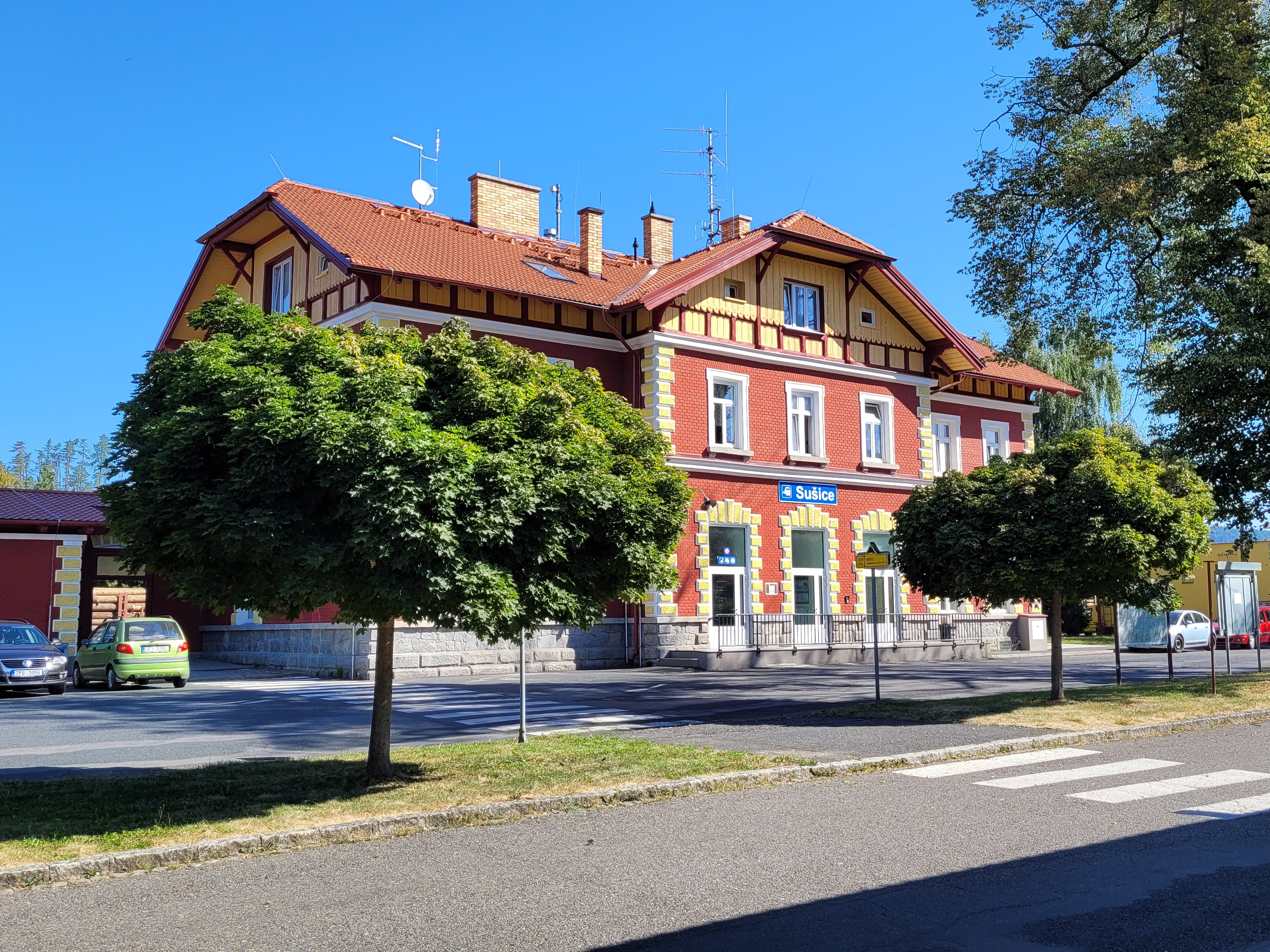
Sušice
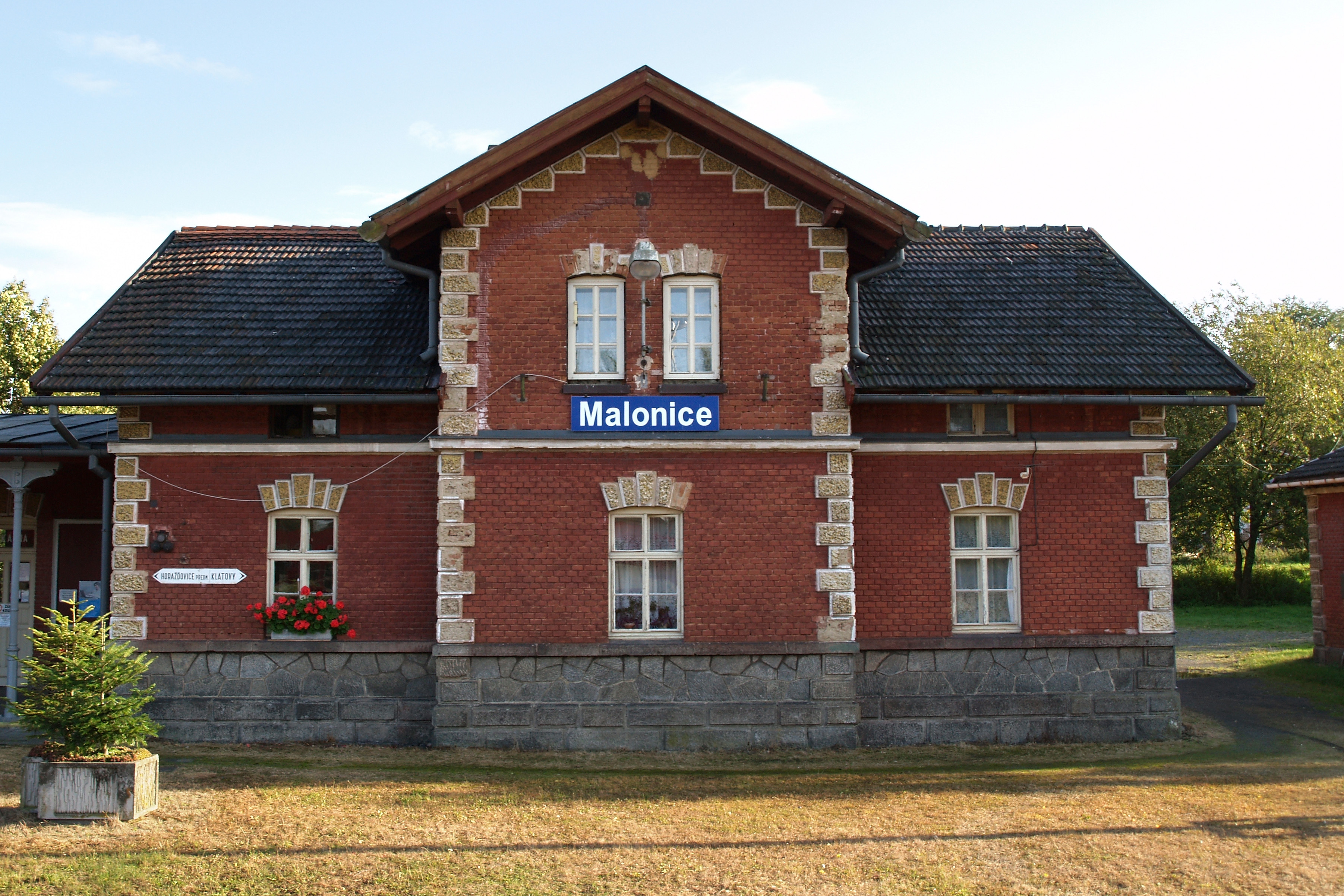
Malonice
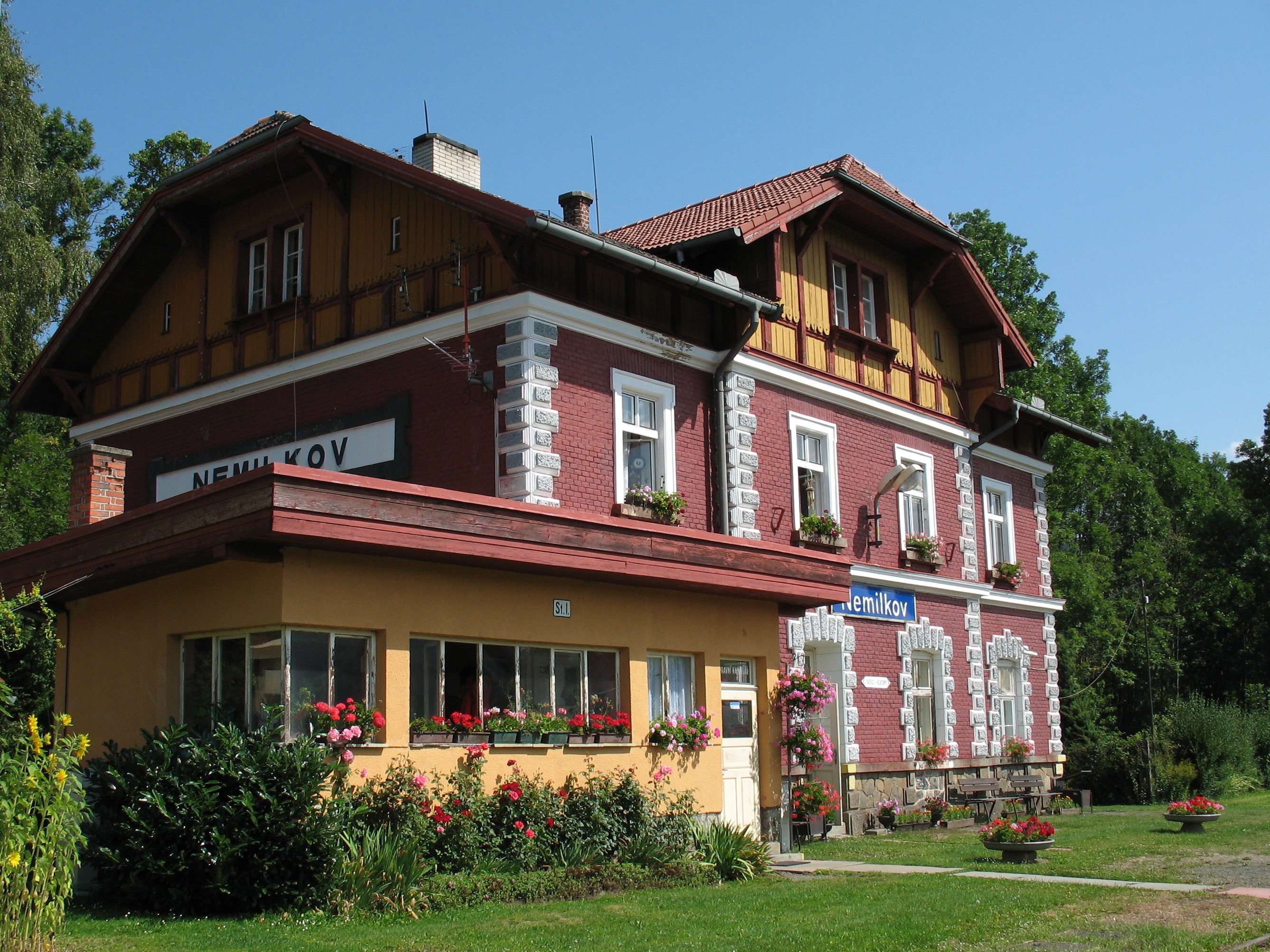
Nemilkov
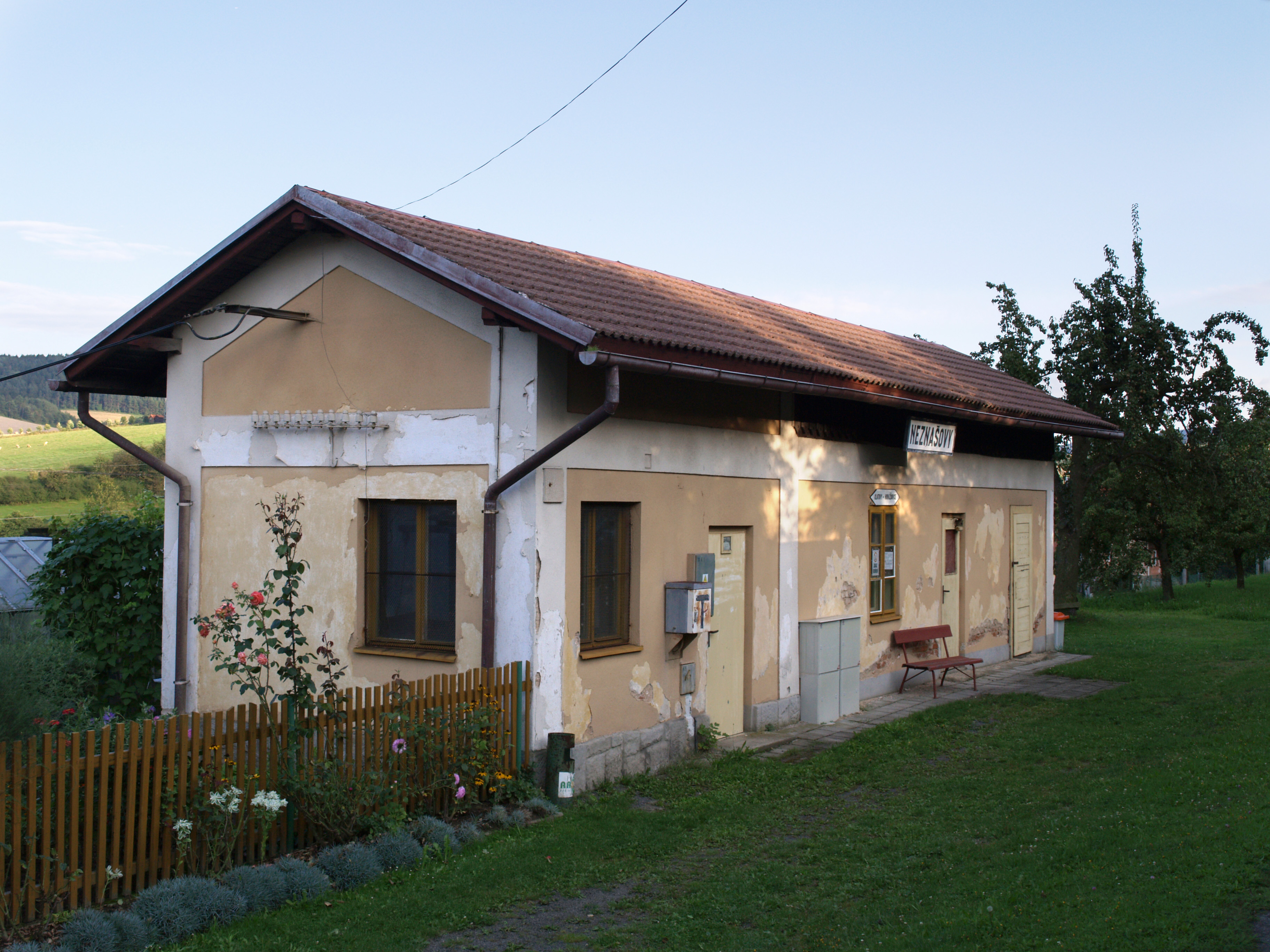
Neznašovy
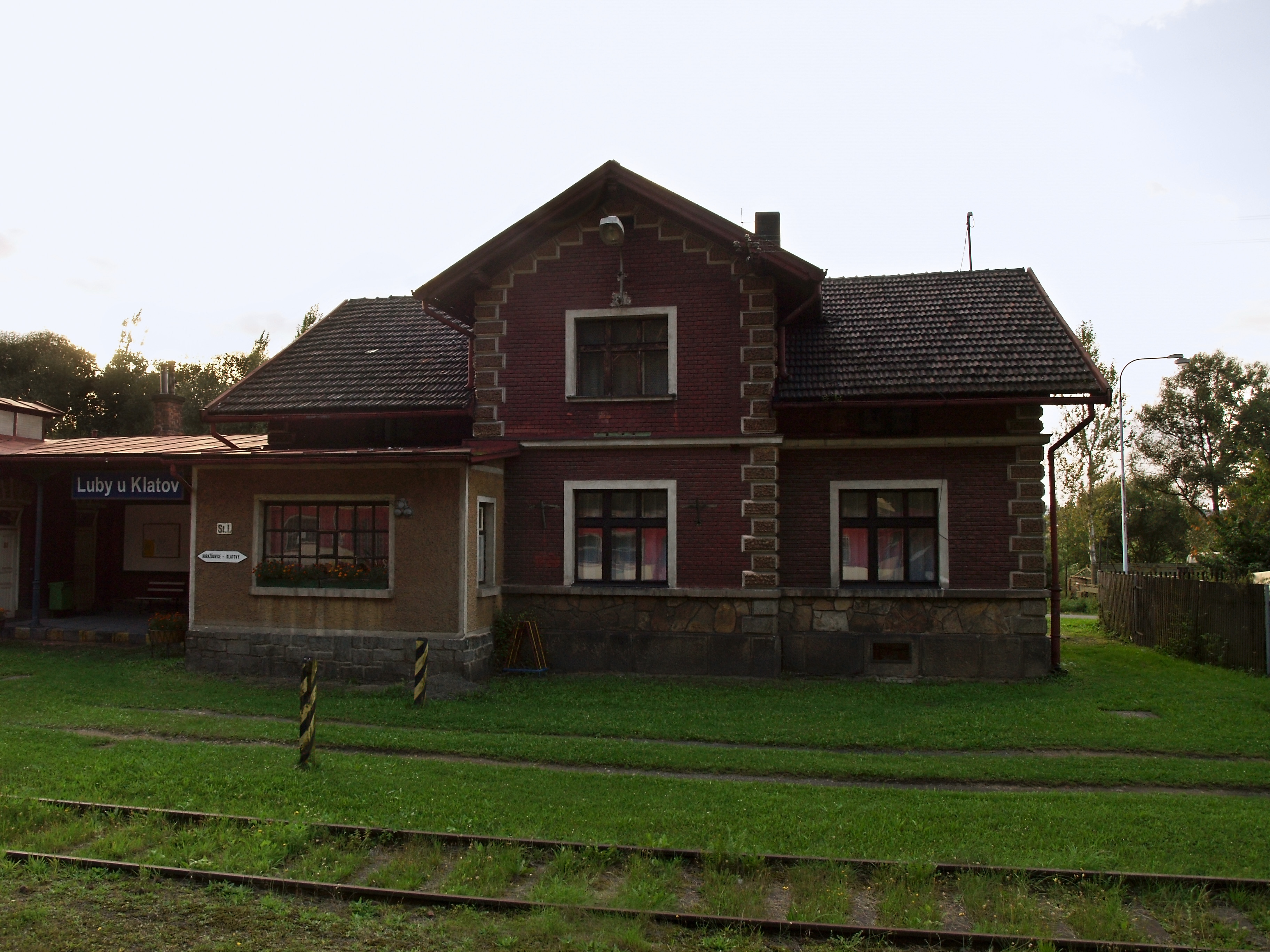
Luby u Klatov
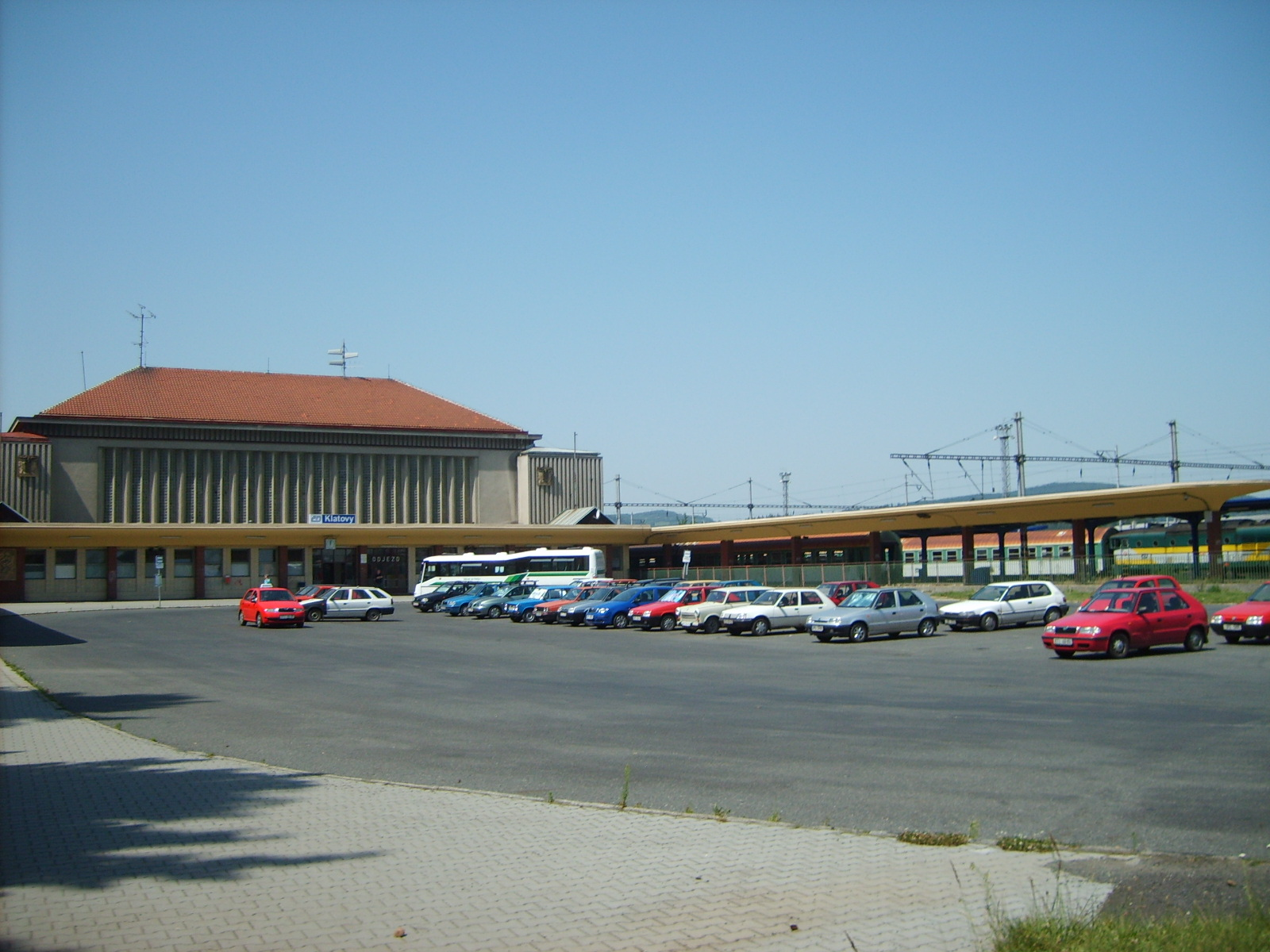
Klatovy
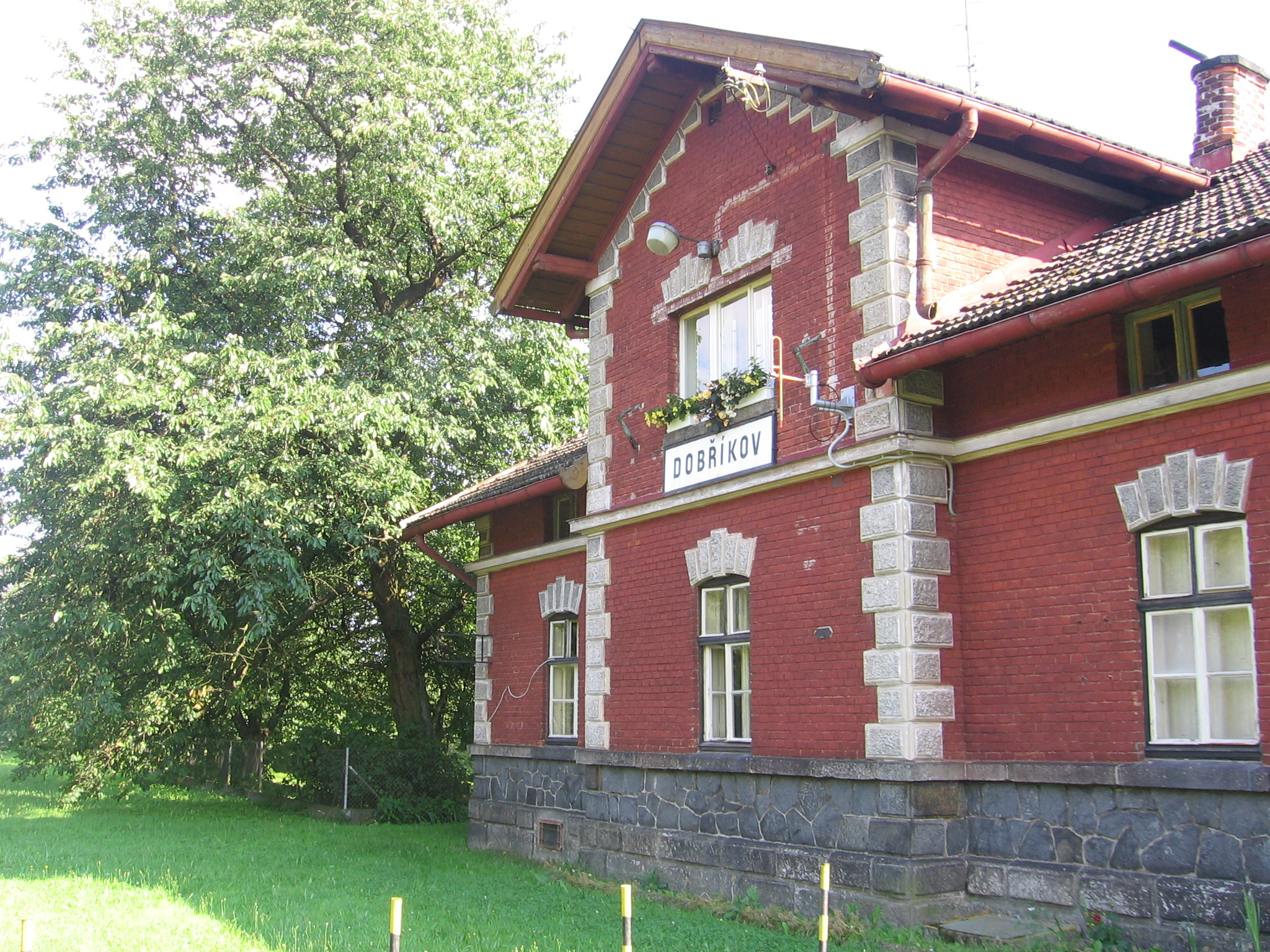
Dobříkov
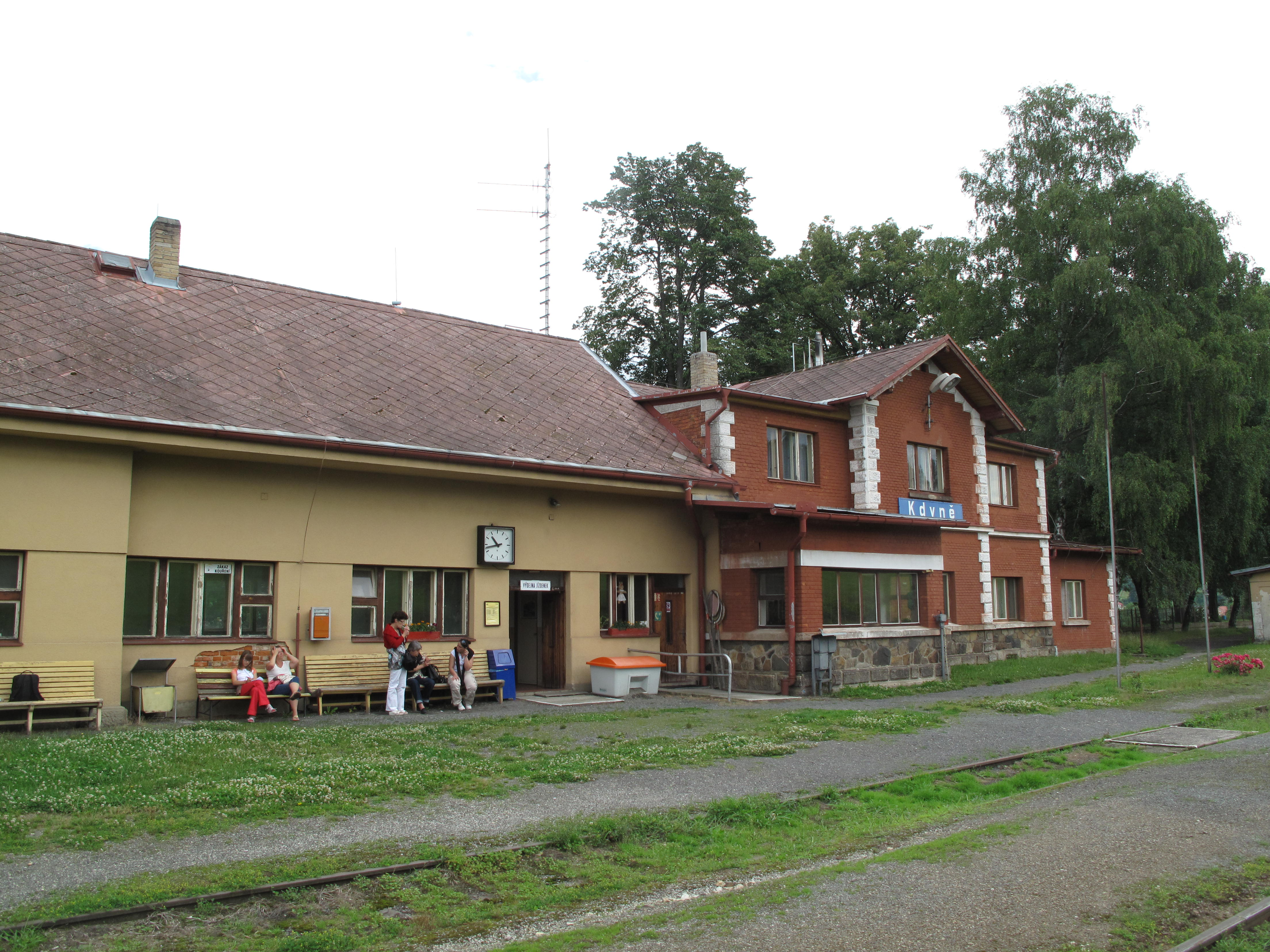
Kdyně
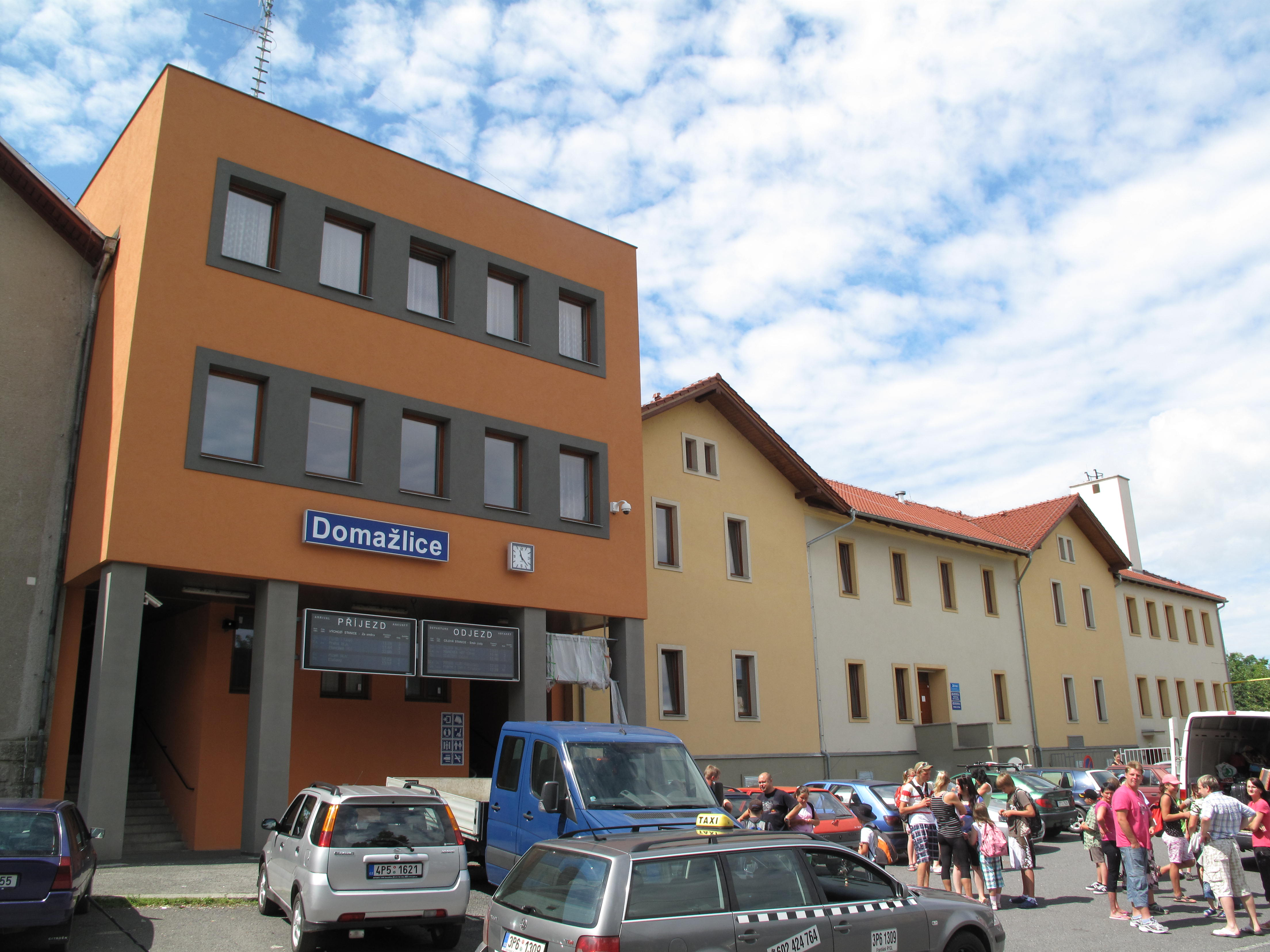
Domažlice